# Cnissostages osae
Cnissostages osae là một loài bướm đêm thuộc họ Arrhenophanidae. Nó là loài duy nhất được tìm thấy ở Osa Peninsula in miền nam Costa Rica.
Chiều dài cánh trước khoảng 11 mm đối với con đực. Con trưởng thành bay vào tháng 2, tháng 4 and tháng 5.
Tên gọi chi tiết lấy theo tên địa phương điển hình trên bán đảo Osa của Costa Rica.